# Омикрон Волка
Омикрон Волка (лат. ο Lupi) — двойная звезда в созвездии Волка на расстоянии (вычисленном из значения параллакса) приблизительно 404 световых лет (около 124 парсеков) от Солнца.

## Характеристики
Первый компонент (CCDM J14516-4335A) — бело-голубая звезда спектрального класса B5IV, или B5. Видимая звёздная величина звезды — +5,2m. Масса — около 5,7 солнечных, радиус — около 3,5 солнечных, светимость — около 1258,9 солнечных. Эффективная температура — около 17000 K.
Второй компонент (CCDM J14516-4335B) — бело-голубая звезда спектрального класса B. Видимая звёздная величина звезды — +5,2m. Эффективная температура — около 14000 K. Орбитальный период — более 20 лет. Удалён на 0,1 угловой секунды (5,33 а.е.).